# Moutte
Pour les articles homonymes, voir Moutte (homonymie).
Moutte est un toponyme français.
Il peut se rattacher à une motte castrale ; cependant, l’existence de ce toponyme ne peut suffire pour conclure à la présence d’une telle structure, puisqu’il peut être simplement issu d’un anthroponyme.